# Powiat Munakata
Powiat Munakata (jap. 宗像郡 Munakata-gun) – dawny powiat w Japonii, w prefekturze Fukuoka. W 2005 roku liczył 56 855 mieszkańców i zajmował powierzchnię 60,85 km².

## Historia[2]

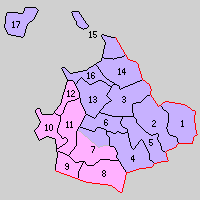
Powiat Munakata (1–17 – 1889 r.)

W pierwszym roku okresu Meiji na terenie powiatu znajdowało się 60 wiosek. Powiat został założony 1 listopada 1878 roku. 1 kwietnia 1889 roku powiat został podzielony na 17 wiosek: Yoshitake, Akama, Katō, Nosaka, Miyata, Tōgō, Jingō, Kamisaigō, Kamisaigō, Shimosaigō, Tsuyazaki, Miyaji, Katsuura, Tajima, Ikeno, Misaki, Kōnominato oraz Ōshima.
- 4 czerwca 1897 – wioska Tsuyazaki zdobyła status miejscowości. (1 miejscowość, 16 wiosek)
- 25 czerwca 1898 – wioska Akama zdobyła status miejscowości. (2 miejscowości, 15 wiosek)
- 4 czerwca 1897 – wioska Kōnominato zdobyła status miejscowości. (3 miejscowości, 14 wiosek)
- 1 kwietnia 1909: (4 miejscowości, 12 wiosek)
  - wioska Shimosaigō zdobyła status miejscowości i zmieniła nazwę na Fukuma.
  - miejscowość Tsuyazaki powiększyła się o teren wioski Miyaji.
- 1 lipca 1911 – w wyniku połączenia wiosek Nosaka i Miyata powistała wioska Nangō. (4 miejscowości, 11 wiosek)
- 1 października 1925 – wioska Tōgō zdobyła status miejscowości. (5 miejscowości, 10 wiosek)
- 1 kwietnia 1954: (4 miejscowości, 5 wiosek)
  - w wyniku połączenia miejscowości Tōgō i Akama oraz wiosek Nangō, Yoshitake i części wsi Jingō powstała miejscowość Munakata.
  - miejscowość Fukuma powiększyła się o teren pozostałej części wsi Jingō oraz wsi Kamisaigō.
- 1 marca 1955 – miejscowość Tsuyazaki powiększyła się o teren wioski Katsuura. (4 miejscowości, 4 wioski)
- 1 kwietnia 1955 – w wyniku połączenia miejscowości Kōnominato i wiosek Tajima, Ikeno i Misaki powstała miejscowość Genkai. (4 miejscowości, 1 wioska)
- 1 kwietnia 1981 – miejscowość Munakata zdobyła status miasta. (3 miejscowości, 1 wioska)
- 1 kwietnia 2003 – miejscowość Genkai została włączona w teren miasta Munakata. (2 miejscowości, 1 wioska)
- 24 stycznia 2005 – w wyniku połączenia miejscowości Fukuma i Tsuyazaki powstało miasto Fukutsu. (1 wioska)
- 28 marca 2005 – wioska Ōshima została włączona w teren miasta Munakata. W wyniku tego połączenia powiat został rozwiązany.